# Горни Ливоч
Горни Ливоч (на сръбски: Горњи Ливоч; на албански: Livoçi i Epërm) е село в Косово, разположено в община Гниляне, окръг Гниляне. Населението му според преброяването през 2011 г. е 2 551 души, от тях: 2 465 (96,62 %) албанци, 66 (2,58 %) сърби, 8 (0,31 %) турци, 2 (0,07 %) бошняци и 10 (0,39 %) други етнически групи.

## Население
Численост на населението според преброяванията през годините:
- 1948 – 593 души
- 1953 – 679 души
- 1961 – 898 души
- 1971 – 1 129 души
- 1981 – 1 285 души
- 1991 – 1 422 души
- 2011 – 2 551 души